# 112 v. Chr.
Portal Geschichte | Portal Biografien | Aktuelle Ereignisse | Jahreskalender | Tagesartikel

◄ |
3. Jahrhundert v. Chr. |
2. Jahrhundert v. Chr. |
1. Jahrhundert v. Chr. |
►

◄ | 130er v. Chr. | 120er v. Chr. | 110er v. Chr. | 100er v. Chr. |
90er v. Chr. |
►

◄◄ | ◄ | 115 v. Chr. | 114 v. Chr. | 113 v. Chr. | 112 v. Chr. |
111 v. Chr. |
110 v. Chr. |
109 v. Chr. |
► |
►►
Staatsoberhäupter

## Ereignisse

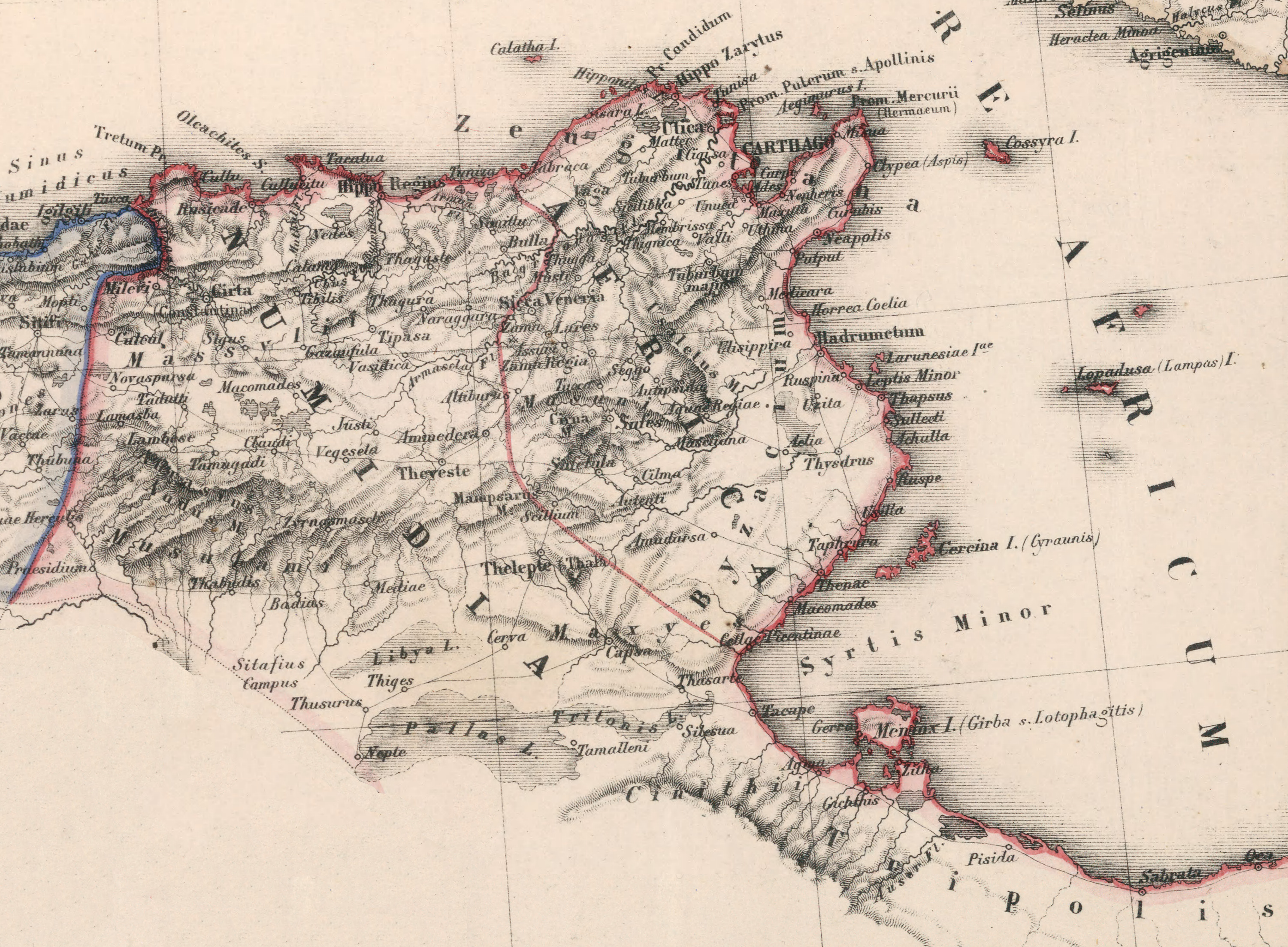
Numidien

- Jugurtha erobert die numidische Hauptstadt Cirta und lässt König Adherbal zusammen mit der gesamten männlichen Bevölkerung der Stadt hinrichten. Diesem Massaker fallen auch einige römische Händler zum Opfer, dadurch wird der Senat zum Eingreifen gezwungen. So kommt es in der Folgezeit zum Jugurthinischen Krieg mit Rom.

## Geboren
- um 112 v. Chr.: Lucius Afranius, römischer Politiker und Heerführer († 46 v. Chr.)

## Gestorben
- Adherbal, König von Numidien
- Kleopatra IV., Tochter des ägyptischen Königs Ptolemaios VIII.
- Quintus Servilius Caepio, römischer Politiker (* um 181 v. Chr.)